# Dorfkirche Brüchau

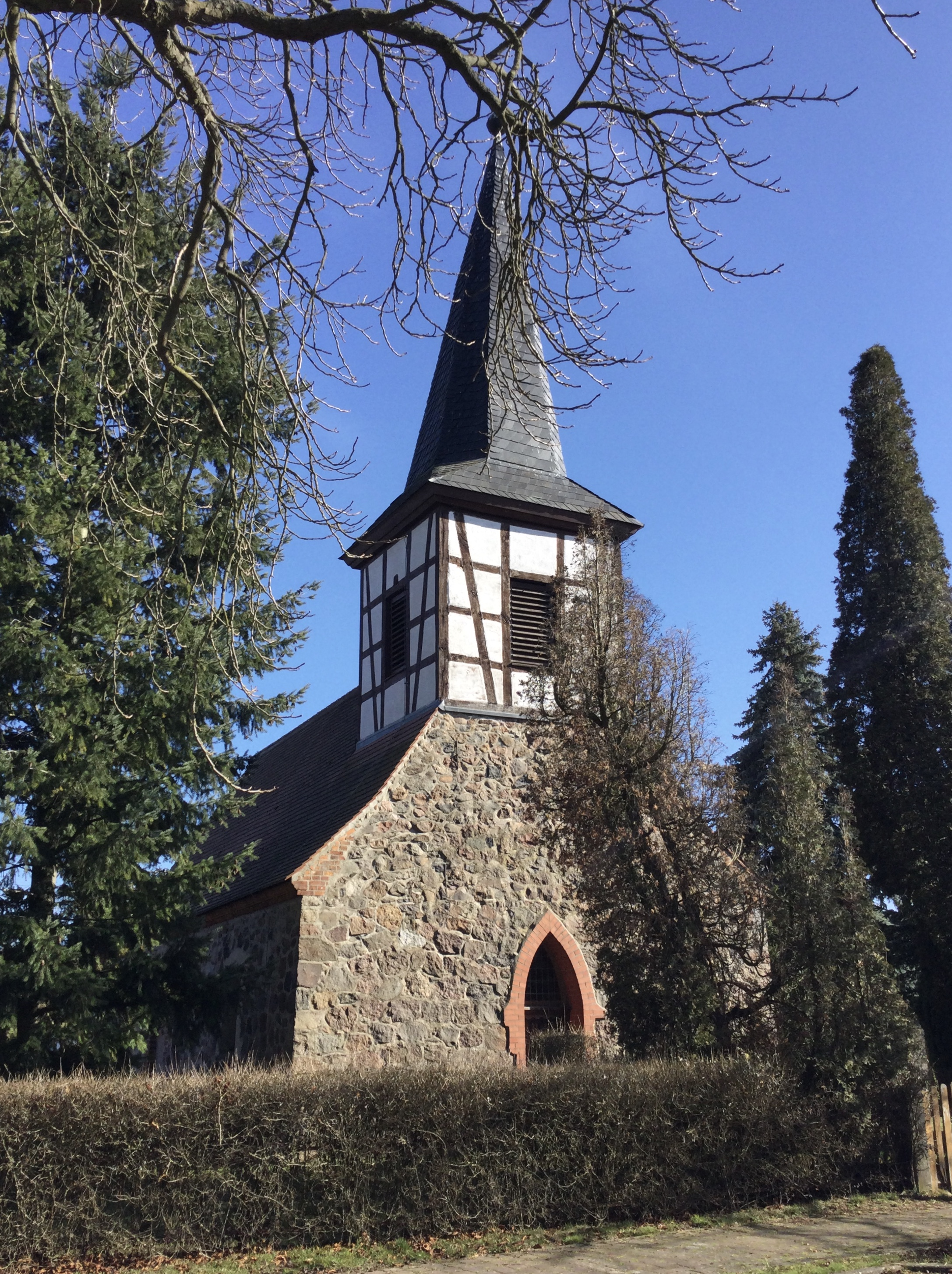
Dorfkirche Brüchau, Blick von Nordwesten, 2021

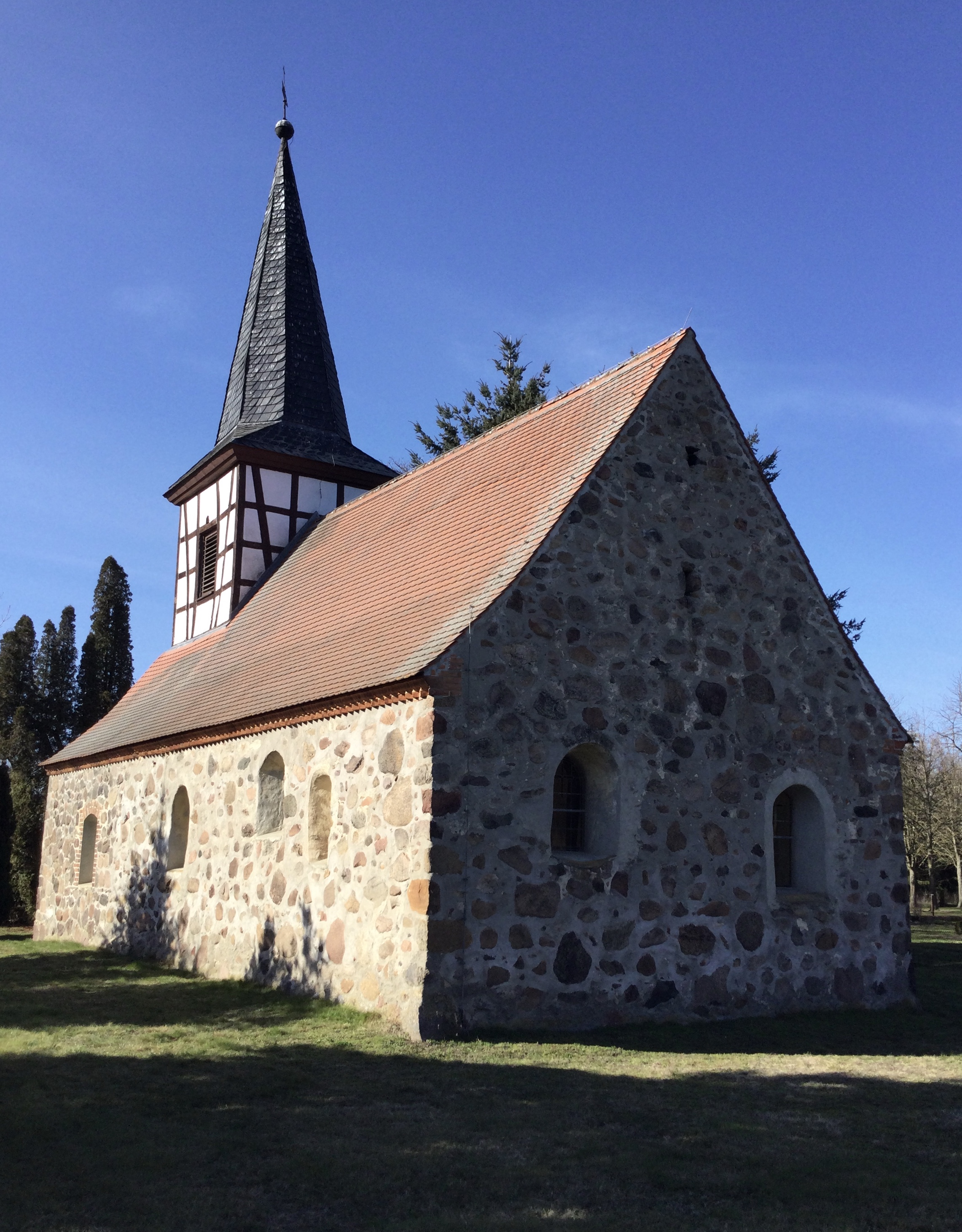
Ostseite

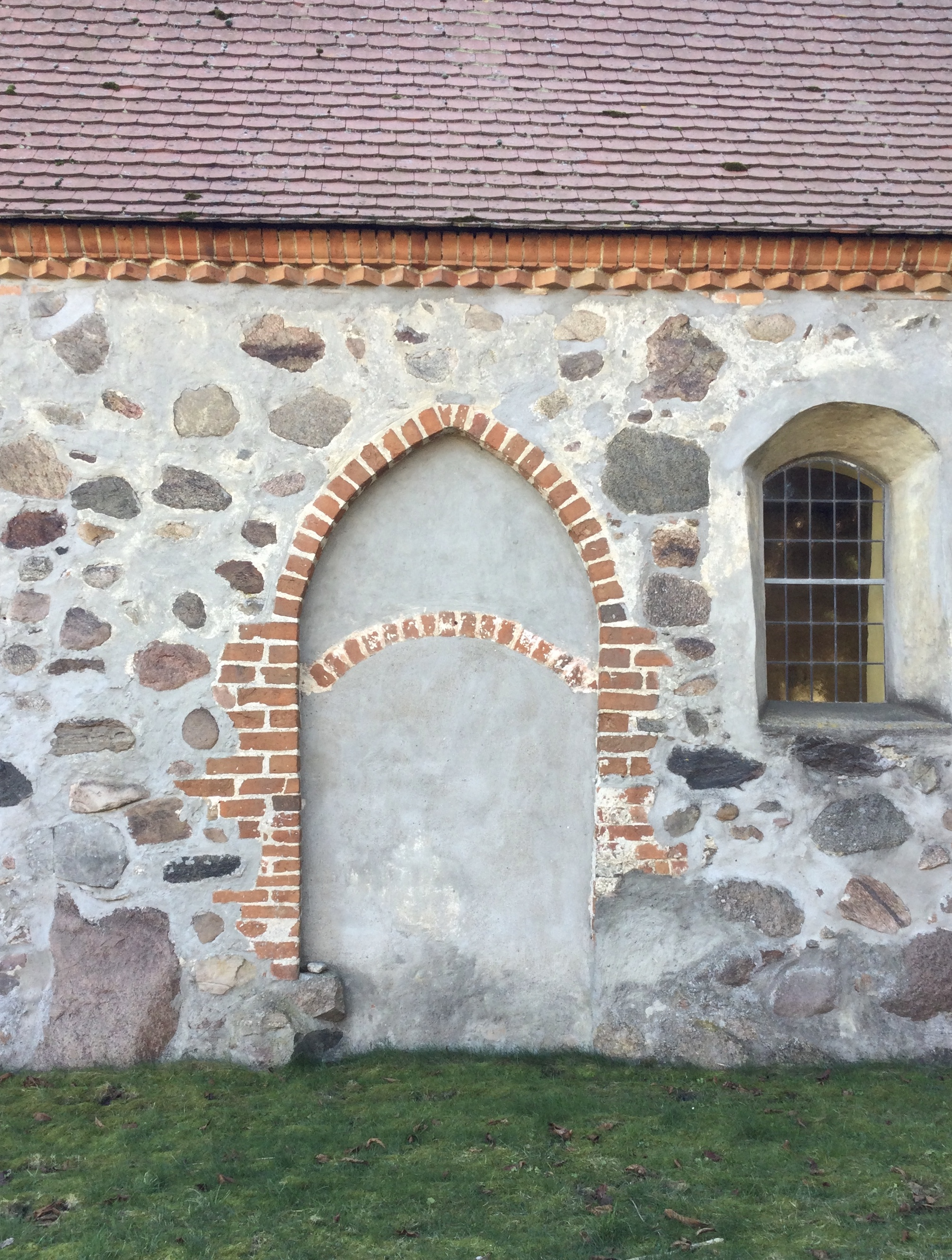
Vermauertes Portal auf der Nordseite

Die Dorfkirche Brüchau ist eine evangelische Kirche im zur Stadt Kalbe (Milde) in Sachsen-Anhalt gehörenden Dorf Brüchau.
Die Kirchengemeinde Brüchau gehört zum Pfarrbereich Klötze des Kirchenkreises Salzwedel der Evangelischen Kirche in Mitteldeutschland.

## Lage
Die Kirche liegt im Ortszentrum von Brüchau auf der Ostseite der Dorfstraße. Südwestlich der Kirche befindet sich das Kriegerdenkmal Brüchau.  

## Architektur und Geschichte
Die aus Feldsteinen errichtete Kirche ist in ihrem Kern spätromanisch und entstand vermutlich Ende des 13. Jahrhunderts. Der kleine Bau mit rechteckigem Grundriss wurde im Jahr 1867 nach Westen hin verlängert. Auf dem westlichen Abschluss entstand ein in Fachwerkbauweise gebauter Dachreiter. In der Südseite ist eine rundbogige Fensteröffnung in ursprünglicher Gestaltung erhalten, auf der Nordseite ist ein vermauertes Portal aus der Zeit der Spätgotik zu erkennen.
Das Kircheninnere wird von einer flachen Decke überspannt. Die Ausstattung ist schlicht und stammt im Wesentlichen aus der Zeit des Umbaus und der Renovierung 1867/68. Für den Altar wurden jedoch Fragmente eines barocken Kanzelaltars genutzt. 
Im örtlichen Denkmalverzeichnis ist die Kirche unter der Erfassungsnummer 094 98639 als Baudenkmal eingetragen.